# Fabio Mattei
Fabio Mattei (Roma, 1548 – Roma, 1608) è stato un nobile, imprenditore e politico italiano.
Membro della nobiltà romana e dedito principalmente al commercio di bestiame e all'affitto e compravendita di proprietà fondiarie, è considerato il capostipite del ramo dei Mattei Orsini della famiglia Mattei, dal quale discenderanno i baroni e duchi di Paganica.

## Origini e famiglia
Fabio Mattei nacque a Roma nel 1548 da Ludovico II Mattei e Lucrezia Capranica. Fratello minore di Muzio Mattei, fu zio del vescovo e nunzio apostolico Orazio Mattei.
Intorno al 1570, sposò Faustina, figlia del signore di Bomarzo Vicino Orsini e di Giulia Farnese, dalla quale ebbe sei figli: Mario, Giulia, Costanza, Prudenza, Lucrezia e Giovanni Battista.

## Biografia
Come molti altri membri della famiglia Mattei, ricoprì in più occasioni cariche nell'amministrazione capitolina: fu caporione di Sant'Angelo nel 1569 e Conservatore di Roma nel 1594, nel 1600 e nel 1606.
Alla morte di Ludovico nel 1580, Fabio e suo fratello ereditarono congiuntamente, come era usanza di famiglia, le proprietà che erano state del padre e dello zio Giacomo. I due fratelli decisero tuttavia di rompere con la tradizione familiare e di dividere in maniera chiara e definitiva tra di loro i beni ereditati. Gli atti di divisione furono firmati tra il 29 luglio 1580 e il 13 marzo 1581 e la procedura fu convalidata dal loro cugino, il cardinale Girolamo Mattei, che agì in veste di Auditor Camerae, perito e "persona privata, consanguineo e amico". La separazione dei beni tra Muzio e Fabio fu decisa per poter meglio amministrare il vasto patrimonio di famiglia, e non già a causa di dissidi o contrasti personali tra i due eredi, di cui non sembra esserci traccia nelle fonti dell'epoca.
Dagli accordi Fabio ottenne il palazzo costruito da suo padre nell'Isola Mattei in Sant'Angelo (il futuro Palazzo Mattei di Paganica) e le tenute di Campo Salino (attualmente divisa tra Ponte Galeria e Fiumicino), di Campo di Merlo (tra via della Magliana e via Portuense), della Muratella e di Tor Carbone (tra l'Ardeatina e l'Appia Antica).

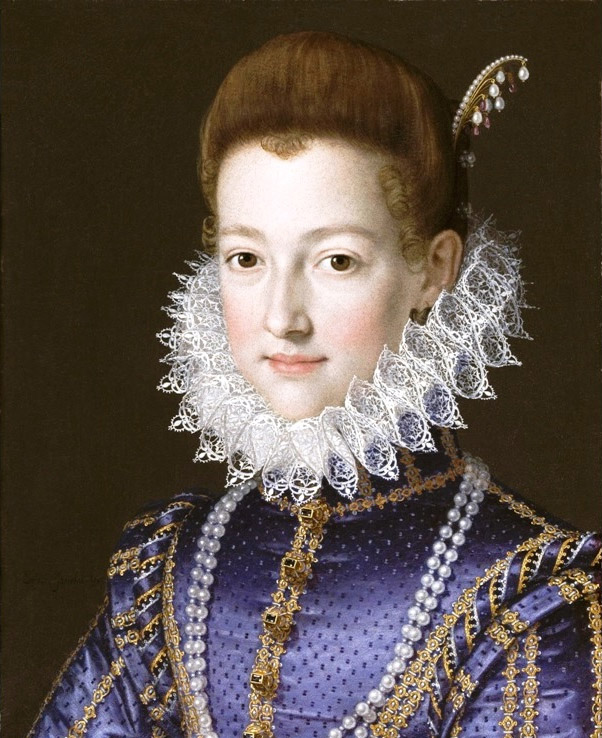
Ritratto di Faustina Orsini, moglie di Fabio Mattei

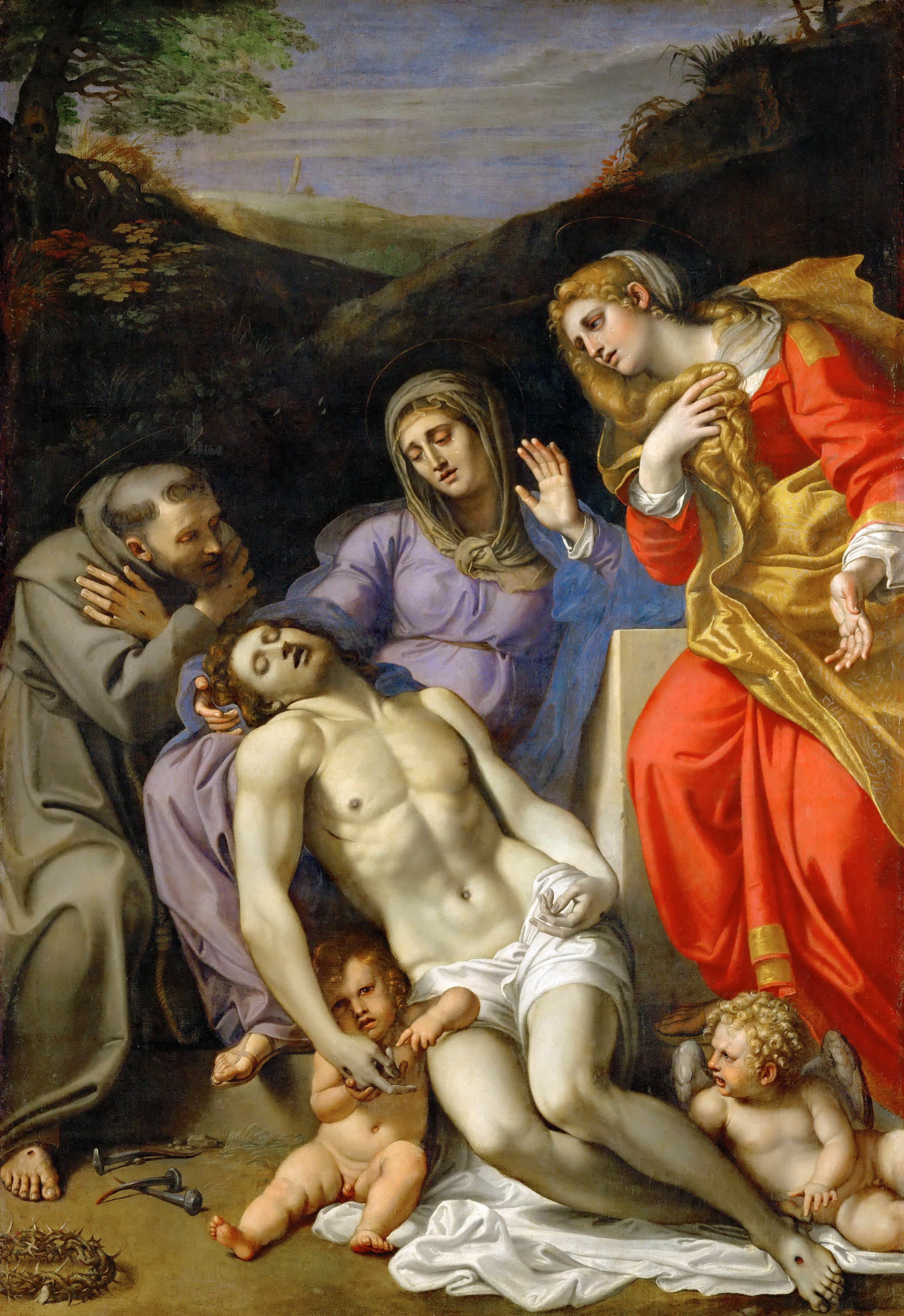
La cosiddetta Pietà Mattei, commissionata da Fabio Mattei ad Annibale Carracci per la propria cappella di famiglia

Per evitare un'eccessiva dispersione del patrimonio familiare, Fabio decise, al contrario di quanto fatto dal fratello, di maritare solo le due figlie maggiori (Giulia con Lelio Ceuli, Costanza con Andrea Ricci), destinando le altre due alla vita monacale. Impose inoltre un tetto massimo di 10.000 scudi sulla dote (nuziale o monacale) di tutte le sue discendenti.
Come gli altri Mattei della sua epoca, fu amico e frequentatore della famiglia Farnese, in particolare del cardinale Odoardo Farnese; fu inoltre, insieme ai suoi cugini Girolamo e Ciriaco, uno dei primi sostenitori di Filippo Neri e degli oratoriani ed entrò a far parte dell'Arciconfraternita della Santissima Trinità dei pellegrini e convalescenti. Nel corso degli anni, Fabio intensificò il proprio coinvolgimento nella confraternita, specialmente dopo la morte della moglie Faustina nel 1594, fino a divenirne Guardiano nel 1600. Nello stesso periodo, acquistò un palazzo nei pressi della chiesa della Santissima Trinità dei Pellegrini, nel quale si trasferì per essere più vicino al quartier generale dell'arciconfraternita.
Sempre nel periodo a cavallo tra i due secoli, fece inoltre restaurare a sue spese la chiesa dei Santi Anastasio e Vincenzo presso l'abbazia delle Tre Fontane, divenendo benefattore dei locali cistercensi a imitazione di papa Innocenzo II, suo antenato tramite la comune origine dalla famiglia Papareschi.
In occasione della pasqua del 1603, forse per commemorare l'anniversario della morte della moglie, Fabio e il già citato Odoardo Farnese commissionarono ad Annibale Carracci il dipinto della Pietà, destinato a decorare la cappella dei Mattei nella chiesa di San Francesco a Ripa.

## Morte
Nel 1607, Fabio avviò con Ludovico de Torres le trattative per l'acquisto del feudo di Paganica, in Abruzzo, con il relativo titolo nobiliare, ma non poté portare a termine la compravendita a causa del peggioramento della sua salute.
Morì a Roma agli inizi del 1608 (testò il 13 gennaio di quell'anno) e, in quanto benefattore dell'abbazia delle Tre Fontane, fu sepolto nella chiesa dei Santi Vincenzo e Anastasio da lui restaurata. Nel testamento, lasciò al figlio Mario una somma di 24.000 scudi da utilizzare specificamente per perfezionare l'acquisto del feudo abruzzese; lasciò inoltre alcune opere d'arte in eredità all'amico Odoardo.
Alcune fonti riportano il 1612 come anno di morte, ma questa informazione è da considerarsi errata, poiché Giovanni Pietro Caffarelli nel suo Repertorio di famiglie romane, redatto nel 1609, riporta Fabio come defunto quasi due anni prima all'età di 59 anni.

## Ascendenza
|                       |                      |                        | Genitori             |  |  | Nonni |  |  | Bisnonni          |  |  | Trisnonni      |  |
|                       |                      |                        |                      |  |  |       |  |  | Ludovico I Mattei |  |  | Giacomo Mattei |  |
|                       |                      |                        |                      |  |  |       |  |  | Ludovico I Mattei |  |  | Giacomo Mattei |  |
|                       |                      | Giacoma Tomarozzi      |                      |  |  |       |  |  | Ludovico I Mattei |  |  |                |  |
| Pietro Antonio Mattei |                      |                        |                      |  |  |       |  |  | Ludovico I Mattei |  |  |                |  |
|                       |                      | Giovanna Capodiferro   | Marcello Capodiferro |  |  |       |  |  |                   |  |  |                |  |
|                       |                      | Giovanna Capodiferro   | Marcello Capodiferro |  |  |       |  |  |                   |  |  |                |  |
|                       |                      | Giovanna Capodiferro   | …                    |  |  |       |  |  |                   |  |  |                |  |
| Ludovico II Mattei    |                      | Giovanna Capodiferro   |                      |  |  |       |  |  |                   |  |  |                |  |
|                       |                      | Federico Capodiferro   | …                    |  |  |       |  |  |                   |  |  |                |  |
|                       |                      | Federico Capodiferro   | …                    |  |  |       |  |  |                   |  |  |                |  |
|                       |                      | Federico Capodiferro   | …                    |  |  |       |  |  |                   |  |  |                |  |
| Antonina Capodiferro  |                      | Federico Capodiferro   |                      |  |  |       |  |  |                   |  |  |                |  |
|                       |                      | Virginia               | …                    |  |  |       |  |  |                   |  |  |                |  |
|                       |                      | Virginia               | …                    |  |  |       |  |  |                   |  |  |                |  |
|                       |                      | Virginia               | …                    |  |  |       |  |  |                   |  |  |                |  |
| Fabio Mattei          |                      | Virginia               |                      |  |  |       |  |  |                   |  |  |                |  |
|                       | Bartolomeo Capranica | Agapito Capranica      |                      |  |  |       |  |  |                   |  |  |                |  |
|                       | Bartolomeo Capranica | Agapito Capranica      |                      |  |  |       |  |  |                   |  |  |                |  |
|                       | Bartolomeo Capranica | Margherita Santacroce  |                      |  |  |       |  |  |                   |  |  |                |  |
| Camillo Capranica     | Bartolomeo Capranica |                        |                      |  |  |       |  |  |                   |  |  |                |  |
|                       |                      | Costanza Leni          | …                    |  |  |       |  |  |                   |  |  |                |  |
|                       |                      | Costanza Leni          | …                    |  |  |       |  |  |                   |  |  |                |  |
|                       |                      | Costanza Leni          | …                    |  |  |       |  |  |                   |  |  |                |  |
| Lucrezia Capranica    |                      | Costanza Leni          |                      |  |  |       |  |  |                   |  |  |                |  |
|                       |                      | Bartolomeo Della Valle | Filippo Della Valle  |  |  |       |  |  |                   |  |  |                |  |
|                       |                      | Bartolomeo Della Valle | Filippo Della Valle  |  |  |       |  |  |                   |  |  |                |  |
|                       |                      | Bartolomeo Della Valle | Girolama Margani     |  |  |       |  |  |                   |  |  |                |  |
| Faustina Della Valle  |                      | Bartolomeo Della Valle |                      |  |  |       |  |  |                   |  |  |                |  |
|                       |                      | Cristina Rustici       | Marcello Rustici     |  |  |       |  |  |                   |  |  |                |  |
|                       |                      | Cristina Rustici       | Marcello Rustici     |  |  |       |  |  |                   |  |  |                |  |
|                       |                      | Cristina Rustici       | Ludovica Alberini    |  |  |       |  |  |                   |  |  |                |  |
|                       |                      | Cristina Rustici       |                      |  |  |       |  |  |                   |  |  |                |  |